# Acidémie isovalérique
 Mise en garde médicale
L'acidémie isovalérique (IVD) est un trouble métabolique autosomique récessif rare qui perturbe ou empêche le métabolisme normal de la leucine, un acide aminé qui a une chaîne ramifiée. C'est un type classique d'acidémie organique.

## Symptômes et signes
Une des caractéristiques de l'acidémie isovalérique est l'odeur caractéristique de pieds moites. Cette odeur provient de l'accumulation d'un composé, l'acide isovalérique, chez les personnes touchées.
Dans la plupart des cas, les symptômes de ce trouble apparaissent quelques jours après la naissance. Ils se font remarquer par une mauvaise alimentation, des vomissements, des convulsions et un manque d'énergie pouvant évoluer vers le coma. Ces problèmes sont généralement graves et peuvent mettre la vie en danger. Dans d'autres cas, les signes et symptômes de la maladie apparaissent pendant l'enfance et peuvent aller et venir avec le temps. Ils sont souvent déclenchés par une infection ou par la consommation d'une quantité accrue d'aliments riches en protéines.[réf. nécessaire]

## Génétique

L'acidémie isovalérique a un mode de transmission autosomique récessif.

La maladie a un mode de transmission autosomique récessif, ce qui signifie que le gène défectueux est situé sur un autosome et que deux copies du gène (une de chaque parent) doivent être héritées pour être affectées par la maladie. Les parents d'un enfant atteint d'une maladie autosomique récessive sont porteurs saints d'une copie du gène défectueux, mais ne sont pas spécialement affectés par la maladie.[réf. nécessaire]
Des mutations dans les deux copies du gène IVD entraînent une acidémie isovalérique.

## Physiopathologie
L'enzyme codée par l'IVD, l'acide isovalérique-CoA déshydrogénase (EC 1.3.99.10), joue un rôle essentiel dans la dégradation des protéines de l'alimentation. Plus précisément, l'enzyme est responsable de la troisième étape du traitement de la leucine, un acide aminé essentiel. Si une mutation du gène IVD réduit ou élimine l'activité de cette enzyme, le corps est incapable de décomposer correctement la leucine. En conséquence, l'acide isovalérique et les composés apparentés s'accumulent à des niveaux toxiques, endommageant le cerveau et le système nerveux.

## Diagnostic
L'urine des nouveau-nés peut être dépistée pour l'acidémie isovalérique en utilisant la spectrométrie de masse, permettant un diagnostic en amont. Des élévations de l'isovalérylglycine dans l'urine et de l'isovalérylcarnitine dans le plasma sont trouvées si l'enfant est porteur.

## Dépistage
Le 9 mai 2014, le Comité national de dépistage du Royaume-Uni (UK NSC) a annoncé sa recommandation de dépister chaque nouveau-né au Royaume-Uni pour quatre autres troubles génétiques dans le cadre de son programme NHS Newborn Blood Spot Screening, y compris l'acidémie isovalérique.

## Traitement
Le traitement consiste en abaisser l'apport alimentaire en protéines, en particulier en leucine. Lors d'épisodes intenses de la maladie, la glycine est parfois administrée, se conjuguant avec l'isovalérate pour former l'isovalérylglycine, ou la carnitine qui a un effet similaire.
L'acide 3-hydroxyisovalérique élevé est un biomarqueur clinique du manque en biotine. Sans biotine, la leucine et l'isoleucine ne peuvent pas être métabolisées normalement et entraînent une synthèse élevée d'acide isovalérique et par conséquent d'acide 3-hydroxyisovalérique, d'isovalérylglycine et d'autres métabolites d'acide isovalérique. Des concentrations sériques élevées d'acide 3-hydroxyisovalérique peuvent être causées par une supplémentation en acide 3-hydroxyisovalérique, des conditions génétiques ou une carence alimentaire en biotine. Certains patients atteints d'acidémie isovalérique peuvent bénéficier d'un supplément de biotine. Une carence en biotine à elle seule peut avoir de graves conséquences physiologiques et cognitives qui ressemblent étroitement aux symptômes des acidémies organiques.

## Pronostic
Un examen de 2011 de 176 cas a révélé que les diagnostics posés tôt dans la vie étaient associés à une maladie plus grave et à une mortalité de près de 33 %. Les enfants diagnostiqués plus tard et qui présentaient des symptômes plus légers présentaient un taux de mortalité inférieur d'environ 3 %.

## Épidémiologie
On pense que l'acidémie isovalérique affecte au moins 1 naissance sur 250 000 aux États-Unis .